# Guillaume Ferdinand de Douhet
Guillaume Ferdinand, comte de Douhet (21 avril 1811, Clermont-Ferrand - 12 août 1884, Versailles), est un homme politique français.

## Biographie
Il entra dans les pages de Charles X à 15 ans et y resta trois ans. Propriétaire du château de Sarlan (Puy-de-Dôme), il débuta dans la vie politique le 13 mai 1849, ayant été élu représentant du Puy-de-Dôme à l'Assemblée législative. Il siégea à la droite légitimiste et combattit la politique de l'Élysée. 
Rendu à la vie privée par le coup d'État du 2 décembre 1851, il ne se présenta que le 24 mai 1869 au Corps législatif, comme candidat de l'opposition légitimiste dans la 1re circonscription du Puy-de-Dôme, où il échoua face à Mège, député sortant. Le 8 février 1871, il fut élu représentant du Puy-de-Dôme à l'Assemblée nationale, et siégea à l'extrême droite.
Lors de l'élection des sénateurs inamovibles, la coalition de la gauche et d'une fraction de l'extrême droite réserva un siége au comte de Douhet, qui fut élu, le 15 décembre 1875, par l'Assemblée nationale. Il fit partie de l'extrême droite de la Chambre haute, où il vota pour la dissolution de la Chambre demandée par le cabinet du 16 mai 1877, et contre les ministères républicains qui se succédèrent au pouvoir.